# Programul Phobos

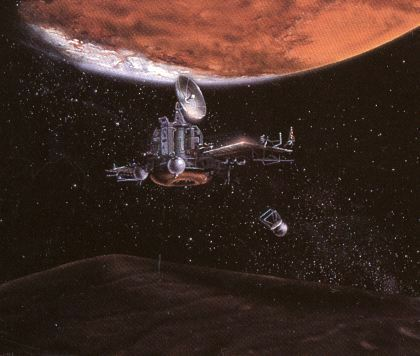
Reprezentare artistică a sondei Phobos 2

Programul Phobos (din greacă: Φόβος, rusă: Фобос, Fobos) a fost o misiune spațială robotizată care a constat în lansarea a două sonde spațiale de către Uniunea Sovietică pentru a studia sateliții naturali ai lui Marte, Phobos și Deimos. Phobos 1 a fost lansată la 7 iulie 1988, iar Phobos 2 la 12 iulie 1988, fiecare fiind purtată de către o rachetă Proton-K. Phobos 1 a suferit o defecțiune fatală în drum spre planeta Marte. Phobos 2 a ajuns pe orbita lui Marte și a trimis pe Pământ 38 de imagini cu o rezoluție de până la 40 m, dar contactul a fost pierdut înainte de desfășurarea unei planificate coborâri a sondei la sol.